# Amos Masondo
Amos Nkosiyakhe Masondo (ur. 21 kwietnia 1953 w Louwsburgu) – południowoafrykański związkowiec i działacz antyapartheidowy, samorządowiec i polityk, od grudnia 2000 burmistrz Johannesburga.
Urodził się w prowincji Natal, jednak dzieciństwo i młodość spędził w Soweto. W 1972 zaangażował się w ruch studencki SASM, a od 1974 brał udział w działalności podziemnej. W latach 1975–1982 był więziony na Robben Island. Po wyjściu na wolność przystąpił do Soweto Civic Association (SCA) – organizacji walczącej o prawa człowieka w Południowej Afryce. Zaangażował się również w działalność związakową w General and Allied Worker's Union (GAWU), gdzie od 1983 pełnił funkcje kierownicze. W tymże roku założył United Democratic Front (UDF) – organizację polityczną występującą przeciwko apartheidowi.
W latach 1985–1989 ponownie aresztowany przez władze. Po opuszczeniu więzienia w 1989 przystąpił do Congress of South African Trade Unions (COSATU). Po zalegalizowaniu ANC działał w nim na poziomie prowincji, w 1994 koordynował kampanię wyborczą partii. Po wprowadzeniu nowego podziału na prowincje w 1994 objął obowiązki członka Rady Wykonawczej ds. Ochrony Zdrowia w regionie Gauteng (urząd sprawował przez cztery lata). W 1996 został mianowany skarbnikiem ANC w prowincji Gauteng, a w latach 1999–2000 doradzał premierowi Gautengu Mbhazimie Shilowie.
Po zwycięstwie ANC nad Aliansem Demokratycznym w wyborach samorządowych w Johannesburgu (stosunkiem 59 do 34%) został wybrany burmistrzem miasta.